# Capulíkultur

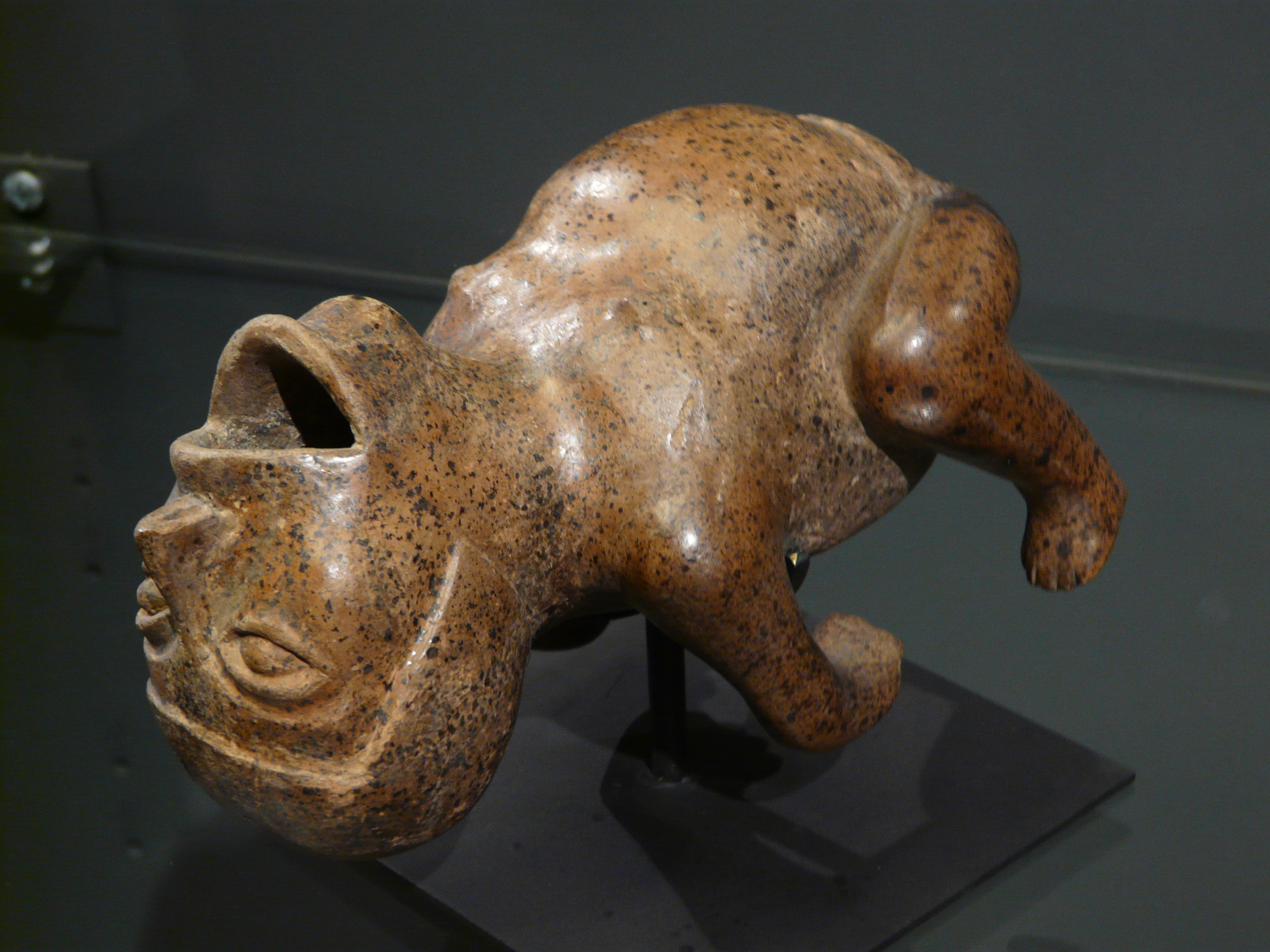
Capulíkeramik

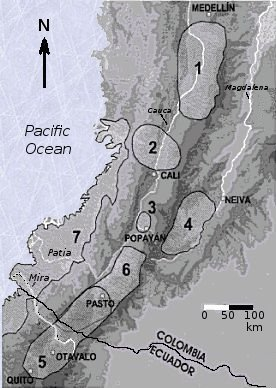
5: Stammesgebiet der Capulí

Die Capulíkultur ist die archäologische Bezeichnung für eine Völkergruppe im präkolumbischen Südamerika.

## Geografie
Das Stammesgebiet der Capulí lag in den Hochebenen der Anden im heutigen nördlichen Ecuador und südlichen Kolumbien. Es erstreckte in Nord-Süd-Richtung etwa von Pasto bis Quito und nahm eine Fläche von 15.000 km² ein.
Das Gebiet liegt größtenteils auf Höhen von 2500 bis 3500 m, mit Ausnahme der Flusstäler, die bis 1500 m hinabreichen.

## Geschichte
Die Capulí ging den Piartal und Tuza Kulturen voraus und hatte ihre Hochzeit von circa 800 bis 1500 n. Chr.
Die Capulíkultur hinterließ viele Hinweise auf ihre Existenz durch ihre Töpfereien. Diese besaßen eine intensive schwarze oder rote Farbe. Insbesondere die Töpfereien von Menschen sind sehr auffällig: Frauen werden mit einem Umhang dargestellt, der von der Achselhöhle bis zu den Knöcheln reicht, während die Männer mit Lendenschurzen dargestellt werden und oft einen Gegenstand wie Trommeln oder Tiere besitzen. Diese Figuren werden oft „coqueros“ genannt, weil sie mit Bündeln von Kokablättern in ihren Mündern dargestellt werden. Gelehrten nach wurden die Figuren von Schamanen eingesetzt und waren vermutlich Teil von Bestattungsriten.
Die Goldschmiedearbeiten der Capulíkultur sind sehr ähnlich zu denen der späteren ecuadorianischen und kolumbianischen Kulturen. Die Goldschmiede hämmerten und löteten hochkarätiges Gold in geometrische und tierische Formen.
Die Gräber der Capulíkultur enthalten eine Mischung von verschiedenen Grabbeigaben wie etwa Muschelschalen und Steinäxte. Einige Gräber in Nariño sind bis zu fast 40 Meter tief. Diese Gräber waren ellipsenförmig und die Grabkammern wurden oftmals offen gelassen und nur die Tunnel wurden zugeschüttet.
Einige Beispiele der Handwerkskunst der Capulí:

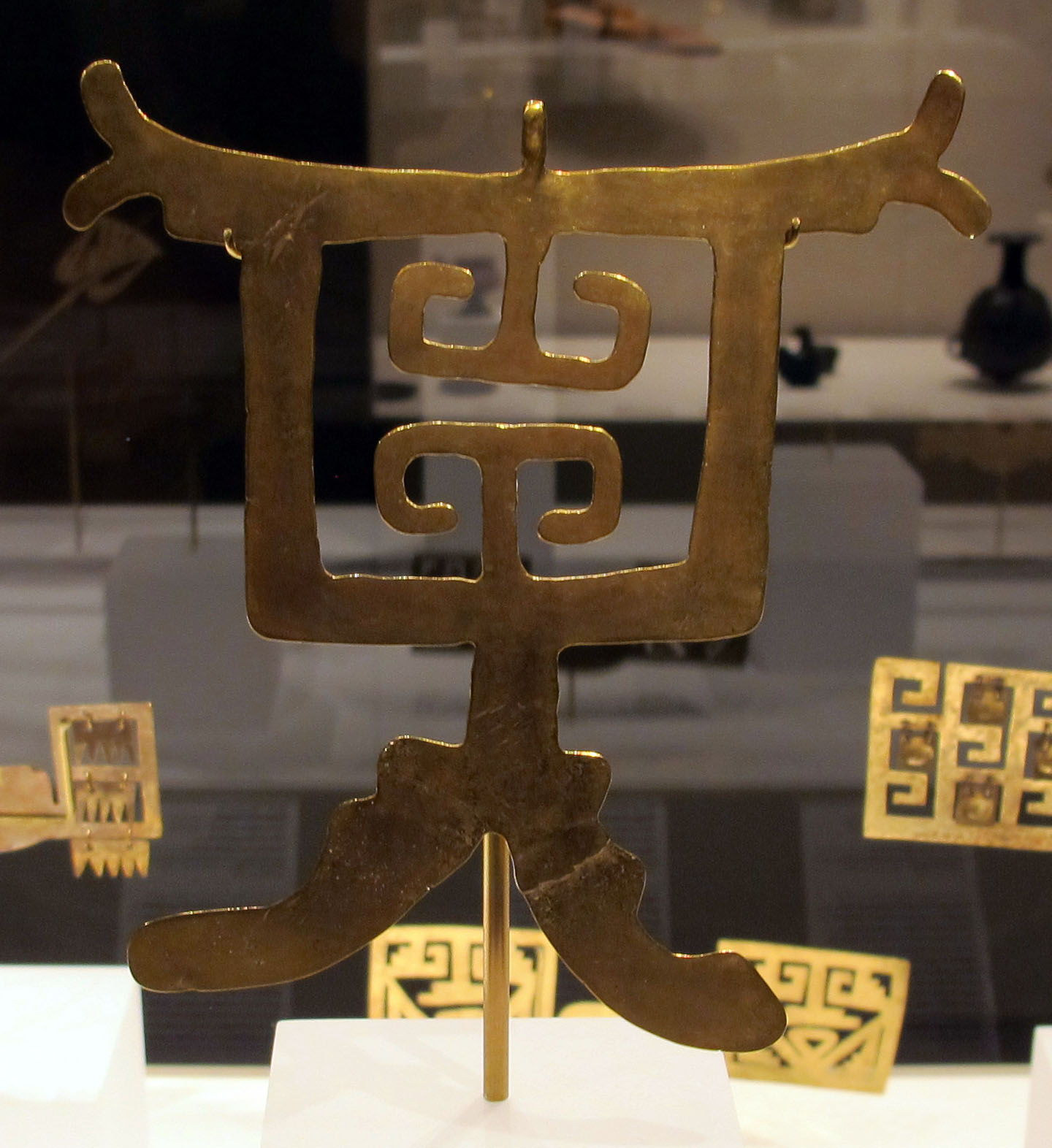
Goldschmiedearbeit der Capulí
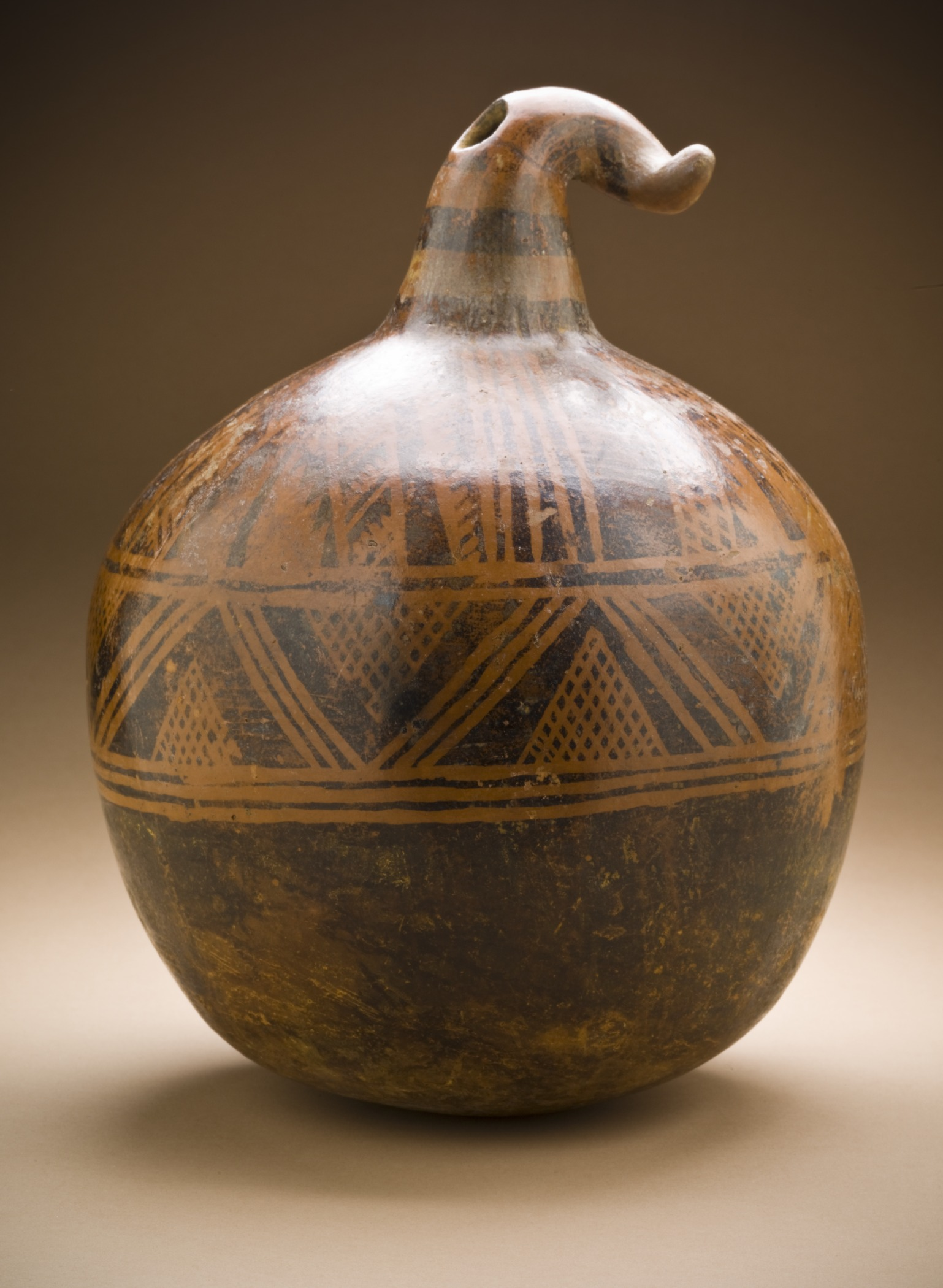
Keramikflasche
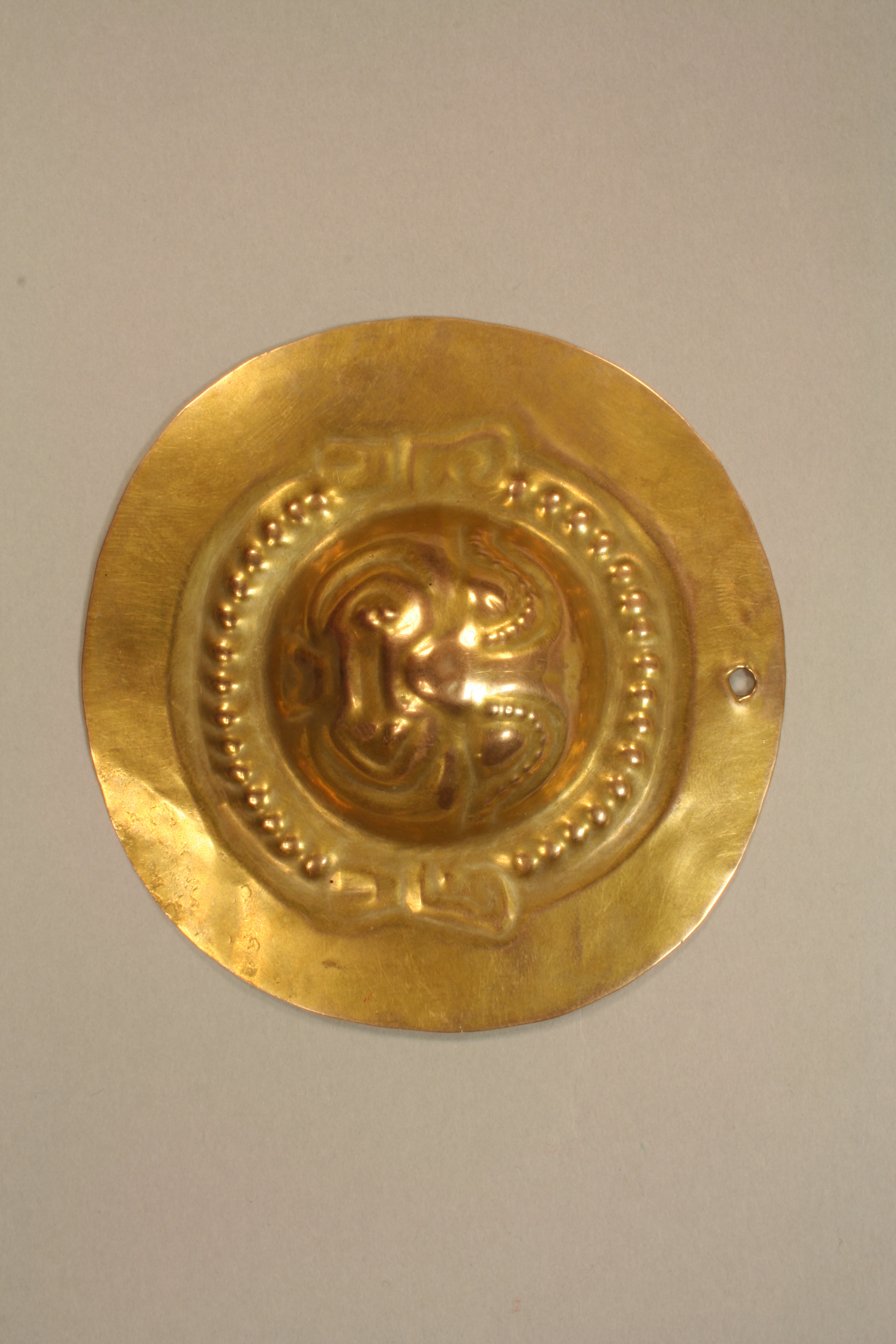
Goldamulett mit eingeprägtem Kopf
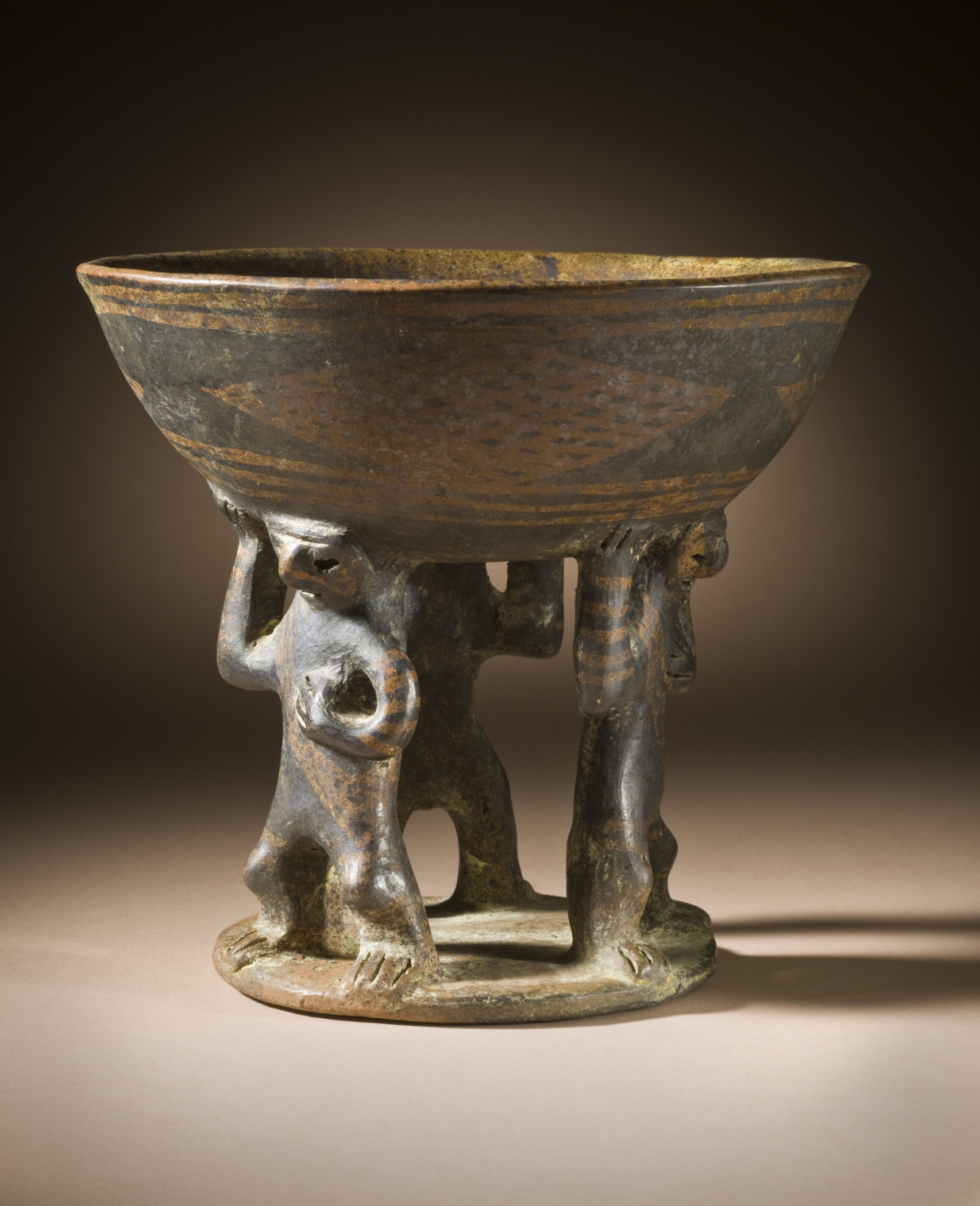
Schüssel
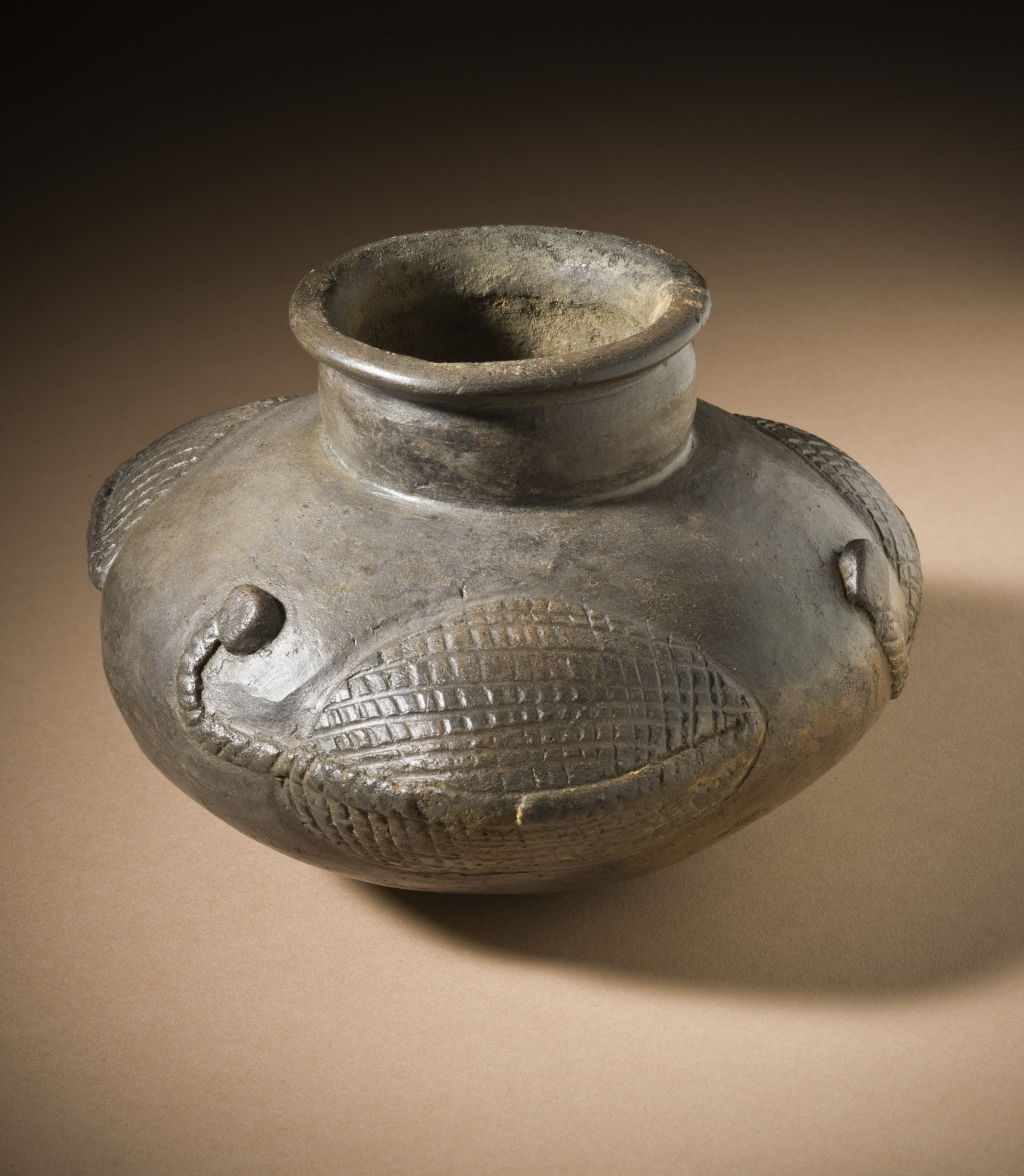
Keramiktopf
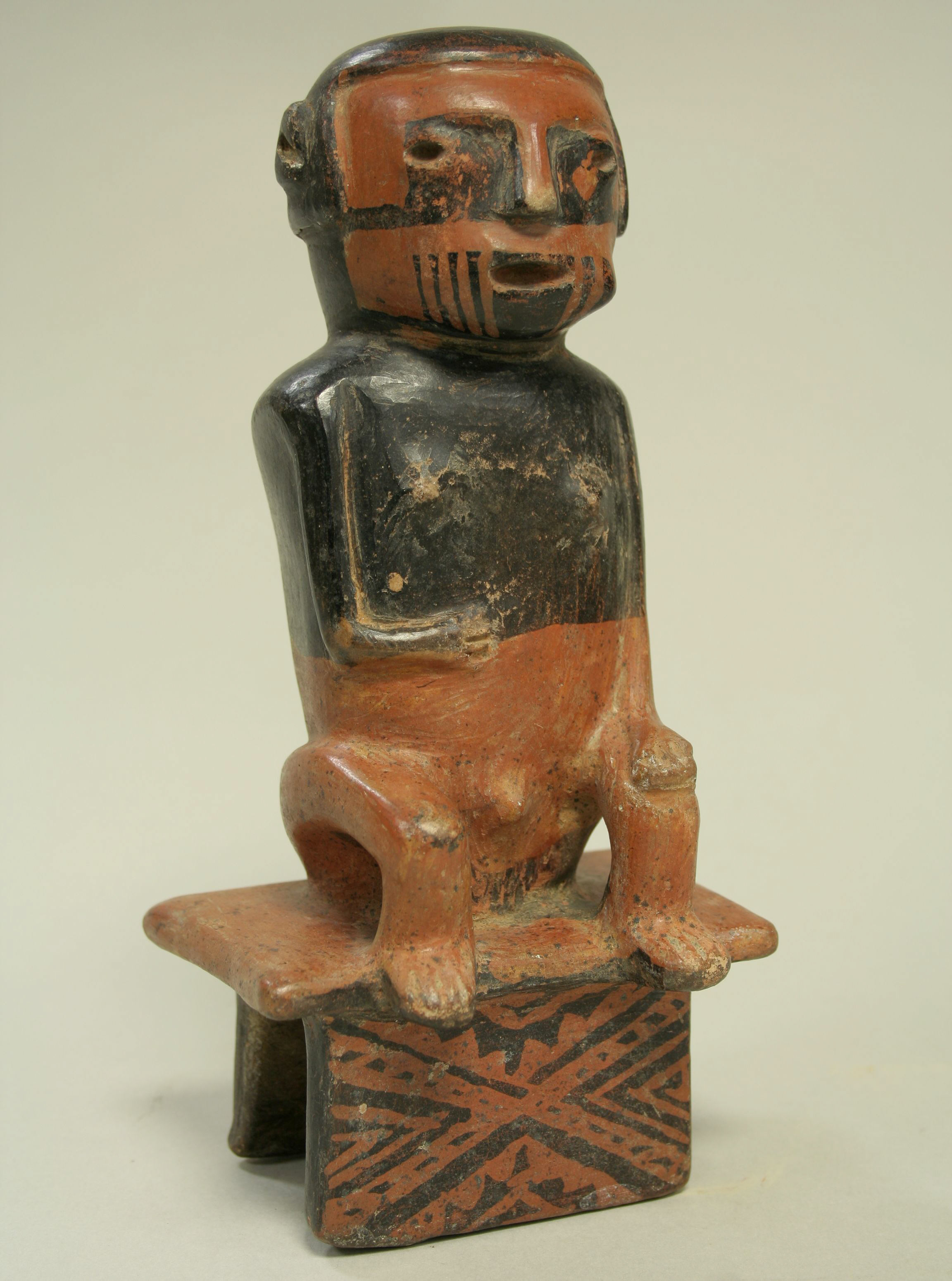
Kokakauer
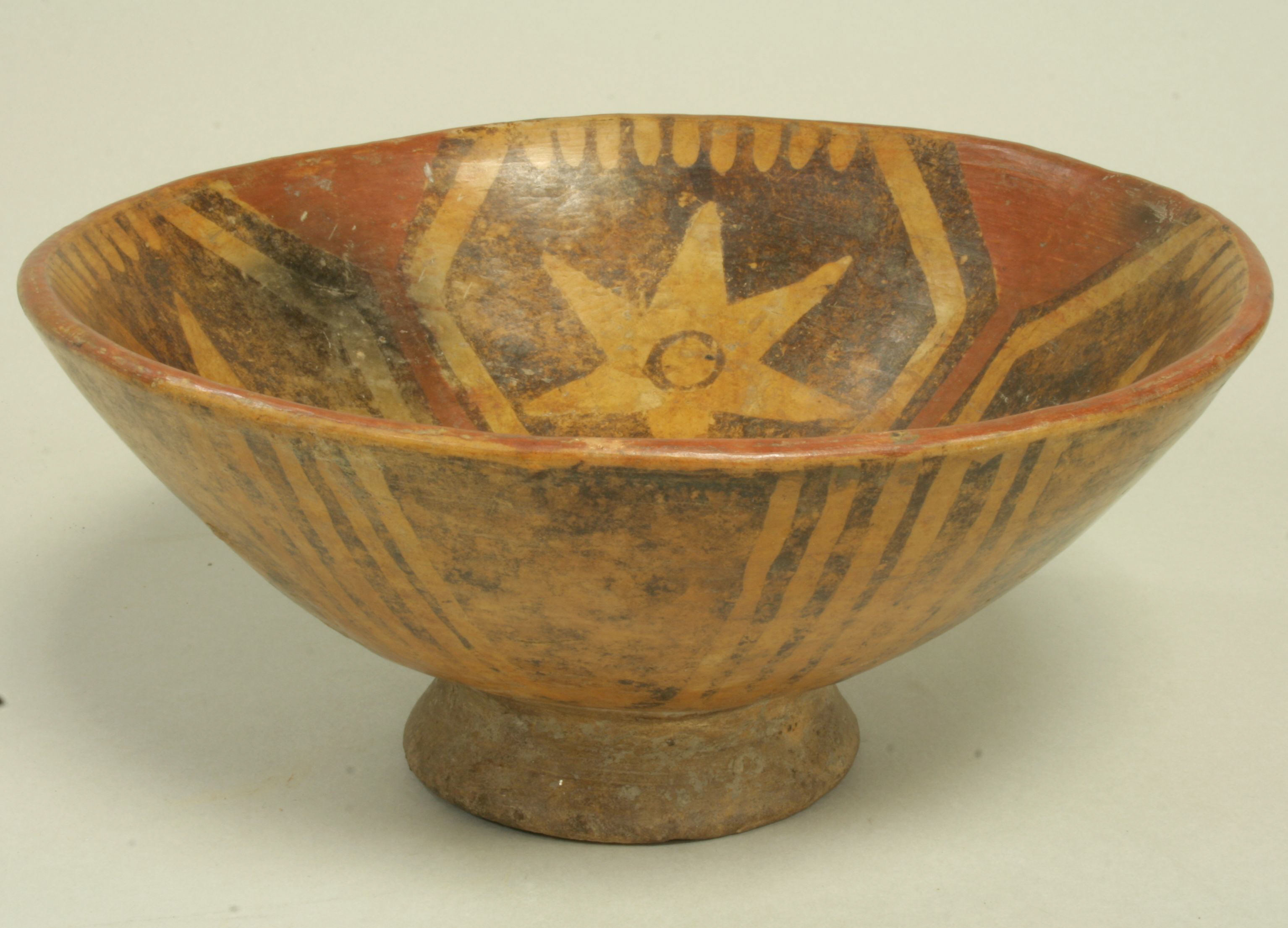
Keramikschale